# G10
G10 eller Group of Ten (ibland benämnd Parisklubben) är en sammanslutning av idag elva länder som deltar i General Arrangements to Borrow (GAB). Denna gör resurser tillgängliga för utlåning till medlemmar i Internationella valutafonden (IMF), och under speciella förutsättningar även till icke-medlemmar.
Sammanslutningen bildades i oktober 1962 av åtta medlemmar av IMF — Belgien, Kanada, Frankrike, Italien, Japan, Nederländerna, Storbritannien och USA — samt centralbankerna i Tyskland och Sverige. Samarbetet stärktes år 1964 när Schweiz, som då stod utanför IMF, anslöt sig till gruppen. Namnet G10 behölls, trots att medlemsantalet blivit 11 (benämningen G11 används om ett par andra internationella organisationer).
G10 spelar en viktig roll för världsekonomin. En utveckling av G10 gav på 1970-talet upphov till G6-gruppen, som efter Kanadas inträde 1976 blev G7-gruppen. På 1980-talet fördes en del av G7-gruppens verksamheter successivt över till G5-gruppen. Mellan åren 1997-2014 ingick även Ryssland och gruppen benämndes då G8.